# Bella Thorne
Annabella Avery (Bella) Thorne (Pembroke Pines, 8 oktober 1997) is een Amerikaanse actrice, danseres, zangeres, model en schrijfster. Ze is vooral bekend voor haar rol als de ambitieuze jonge danser CeCe Jones in de originele Disney Channel-serie Shake It Up.

## Levensloop
Bella Thorne is geboren op 8 oktober 1997 in Pembroke Pines, Florida. Zij is de jongste van de vier kinderen die allen ook acteur en model zijn. Thorne, die van Italiaanse, Cubaanse en Ierse afkomst is, sprak Spaans maar is dat verleerd.

### Carrière
Thorne was voor het eerst te zien als een figurant die bij de zijlijn stond in de film Stuck on You uit 2003. Sindsdien was ze ook te zien in Jimmy Kimmel Live!, Entourage, The O.C. (als een jongere versie van Taylor Townsend), de op drie na laatste aflevering van October Road (als Angela Ferilli, de "pre-adolescence crush" van de hoofdpersonen; haar oudere broer Remy had ook een gastrol in dezelfde aflevering als de jongere Eddie Latekka) en vijf afleveringen van Dirty Sexy Money (als Margaux Darling). In 2007 was Thorne te zien als een jong meisje dat geplaagd werd door bovennatuurlijke visioenen in The Seer.
In 2008 speelde Thorne de rol van Ruthy Spivey in My Own Worst Enemy, die maar voor een korte duur op tv was. Christian Slater en Taylor Lautner waren ook in de serie te zien. Ze won zelfs een Young Artist's Award daarmee. Thorne beschreef haar Enemycasting als een grote doorbraak toen dit haar eerste echte rol was in haar carrière. Daarna was ze te zien in de webserie met tien afleveringen van Little Monk, waarin de personages van Monk te zien waren als kinderen. In 2009 kreeg ze de rol van een wraakzuchtige antagonist in de horrorfilm Forget Me Not.
In 2010 kwam Thorne in de cast van de vierde seizoen van HBO's Big Love, ze verving Jolean Wejbe met de rol van Bill Henricksons dochter Tancy "Teeny" Henrickson (ze had eigenlijk geauditeerd voor een andere rol). Ze had ook een gastrol in Wizards of Waverly Place als Max' vriendinnetje Nancy Lukey. Daarnaast had Thorne een rol in de familiedrama Raspberry Magic.
Sinds ze, toen ze zes was, te zien was in de eerste uitgave van een ouderentijdschrift, was Thorne ook te zien in televisiecampagnes voor Digital Light Processing, Publix en KFC en in reclames voor merken zoals Barbie, ALDO K!DS, JLO by Jennifer Lopez, Kaiya Eve Couture, LaSenza Girl, Tommy Hilfiger, Ralph Lauren, Guess?, Target, Justice en Mudd voor Kohls. Ze was ook model voor Sears "back to school".
Thorne speelt in de Disney Channelsitcom Shake It Up (oorspronkelijk Dance Dance Chicago!) de rol van Cecelia "CeCe" Jones, een danseres met dromen voor een carrière in de spotlight. Deze komedieserie speelt zich af rond een dansshow voor tieners met Thorne en Zendaya. De serie ging in juli 2010 in productie in Hollywood en werd voor het eerst uitgezonden op 7 november 2010 op Disney Channel. Terwijl ze een groot portfolio had met werk in film en tv, had Thorne helemaal geen ervaring met professioneel dansen voordat ze in de serie kwam. Nadat ze zich er in 2009 voor had ingeschreven, begon ze elke avond drie danslessen te nemen.
In 2013 tekende Thorne bij het label Hollywood Records.
Als content creator op OnlyFans is Thorne controversieel.

### Privéleven
Thorne woont met haar familie sinds begin 2006 in Californië. Haar interesses zijn dansen, voetballen, schilderen en haar tijd besteden met haar familie en spelen met haar twee hondjes, zes katten en een schildpad. Ze is een fan van de New York Yankees en een supporter van de Humane Society, de Cystic Fibrosis Foundation en The Nomad Organization die voor educatie, voedsel en medische leveranties verzorgt voor kinderen in Afrika.
Thorne heeft haar vader verloren bij een auto-ongeluk in 2007.
Thorne was gediagnosticeerd met dyslexie in groep 4. Ze krijgt tegenwoordig thuisonderwijs, nadat ze op school werd gepest. Thorne heeft haar leerwerk verbeterd nadat ze naar het Sylvan Learning centrum ging en ze leest en schrijft tegenwoordig veel. Thorne heeft ook over haar dyslexie gepraat in een interview met American Cheerleader Magazine in april 2010 en heeft uitgelegd dat ze haar dyslexie heeft overwonnen door alles wat ze kon vinden, te lezen, zelfs labels op dozen cornflakes.

## Discografie

#### Singles
| Single met eventuele hitnotering(en) in de Nederlandse Top 40 | Datum van verschijnen | Datum van binnenkomst | Hoogste positie | Aantal weken | Opmerkingen               |
| ------------------------------------------------------------- | --------------------- | --------------------- | --------------- | ------------ | ------------------------- |
| Watch Me                                                      | 2011                  | -                     |                 |              | met Zendaya               |
| TTYLXOX                                                       | 2012                  | -                     |                 |              |                           |
| Fashion is my Kryptonite                                      | 2012                  | -                     |                 |              | met Zendaya               |
| Made in Japan                                                 | 2012                  | -                     |                 |              | met Zendaya               |
| Bubblegum Boy                                                 | 2012                  | -                     |                 |              | met Pia Mia               |
| Contagious Love                                               | 2012                  | -                     |                 |              | met Zendaya               |
| Call It Whatever                                              | 2014                  | -                     |                 |              |                           |
| Salad Dressing                                                | 2017                  | -                     |                 |              | met Borgore               |
| Just Call                                                     | 2017                  | -                     |                 |              | met Prince Fox            |
| GOAT                                                          | 2018                  | -                     |                 |              |                           |
| B*tch I'm Bella Thorne                                        | 2018                  | -                     |                 |              |                           |
| Up in Flames                                                  | 2021                  | -                     |                 |              | met Benji, Time Is Up-OST |

#### Albums
- Made in Japan (2012); ep
- Jersey (2014); ep
- What Do You See Now? (2022)

## Prijzen en nominaties
| Jaar | Prijs                   | Categorie | Werk               | Resultaat   |
| ---- | ----------------------- | --- | ------------------ | ----------- |
| 2008 | Young Artist Awards     | Beste Performance in een tv-serie (beste jonge gastactrice)                                                                                    | The O.C.           | Genomineerd |
| 2009 | Young Artist Awards     | Beste Performance in een tv-serie (beste jonge gastactrice)                                                                                    | October Road       | Genomineerd |
| 2009 | Young Artist Awards     | Beste Performance in een tv-serie (beste jonge vrouwelijke bijrol)                                                                             | My Own Worst Enemy | Gewonnen    |
| 2010 | Young Artist Awards     | Beste Performance in een tv-serie (beste jonge gastactrice)                                                                                    | Mental             | Genomineerd |
| 2011 | Young Artist Awards     | Beste Performance in een tv-serie (Comedy of Drama) – beste jonge actrice                                                                      | Shake It Up        | Gewonnen    |
| 2011 | J-14's Teen Icon Awards | Icoon van Morgen | Shake It Up        | Genomineerd |
| 2011 | Imagen Awards           | Beste jonge actrice – Televisie | Shake It Up        | Genomineerd |
| 2012 | Young Artist Awards     | Best Performance in een tv-serie — Leading Young Actress                                                                                       | Shake It Up        | Genomineerd |
| 2012 | Young Artist Awards     | Outstanding Young Ensemble in a TV Series (gedeeld met Zendaya, Davis Cleveland,Roshon Fegan, Adam Irigoyen, Kenton Duty en Caroline Sunshine) | Shake It Up        | Genomineerd |

- Biblioteca Nacional de España: XX5703322
- Bibliothèque nationale de France: cb16631879c (data)
- Gemeinsame Normdatei: 1196730016
- International Standard Name Identifier: 0000 0003 5625 2410
- Library of Congress Control Number: no2011134246
- MusicBrainz: 53c336fa-358f-4ce5-8681-ab7909922874
- Nationale Bibliotheek van Tsjechië: xx0235672
- Nederlandse Thesaurus van Auteursnamen: 416361080
- Système universitaire de documentation: 232665095
- Virtual International Authority File: 182171962
- WorldCat: E39PBJp9xMXThH9YYkHJ8JPG73